# 丁酉科場案
丁酉科場案發生於清朝順治十四年（1657年），歲次丁酉，屢興大獄，株連甚廣。是中國自有科舉以來最血腥的作弊處罰事件。
順治十四年（1657年），歲次丁酉，先後發生三次科場舞弊案，分別為丁酉順天鄉試案、丁酉江南鄉試案（南闈科場案）、丁酉河南鄉試案。

## 丁酉順天鄉試案
首先，順治十四年（1657年），順天府考場爆發大型科場弊案，主考官李振鄴、張我樸等人因公開受賄，考完之後，輿論沸騰，考生集體至文廟哭廟。吏科給事中任克溥上疏：“北闈榜發之後，途謠巷議，到處都有不滿怨言，此中弊竇甚多”。經察明屬實，下令將李振鄴、張我樸、蔡元禧、陸貽吉、項紹芳、田耜、鄔作霖等七人立斬，家產籍沒，有一百零八人流放寧古塔，但官府幾至窮追究底，蔓延全國，死者不絕於途。

## 丁酉江南鄉試案
順天鄉試舞弊案後不久，工科給事中陰應節參奏江南主考官方猶，因“方姓”聯宗之故，竟取少詹事之子方章鉞為舉人。順治皇帝大怒，第二年的三月，下令復試，試題為《贏台賦》。為防止舞弊，考場警衛森嚴，“黃銅之夾棍，腰市之刀，悉森布焉”，以致考生震懼失措，“皆惴惴其栗，幾不能下筆。”。當時吳兆騫“战慄不能握笔”，擲筆而嘆︰“焉有吳兆騫而以一舉人行賄者乎！”
此案的主考官方猷、錢開宗斬首示眾，同考官叶楚槐、周霖、张晋、刘延桂、田俊民、郝惟训、商显仁、李祥光、钱文灿、雷震声、李上林、朱建寅、王熙如、李大升、朱蓖、王国桢、龚勋俱着即处绞，妻子家产籍沒。舉人方章鉞等八人，責打四十大板，家產籍沒。吴兆骞虽“审无情弊”，但因不能完卷，也被革去功名，流徙奉天宁古塔（今黑龙江宁安县）的严厉处分。據孟心史考證：“丁酉獄蔓延幾及全國，以順天、江南兩省為鉅，次則河南，又次則山東、山西，共五闈”。有學者認為，科場案是清初打擊漢族士紳的手段之一。
受丁酉科場一案的牽連，吳兆騫、方拱乾等文人被流放到东北寧古塔，處境淒苦。吳漢槎給顧貞觀的信中寫道：“塞外苦寒，四時冰雪。鳴鏑呼風，哀笳帶血。一身飄寄，雙鬢漸星。婦復多病，一男兩女，藜藿不充。回念老母，煢然在堂，迢遞關河，歸省無日……”。

## 丁酉河南鄉試案
順治十四年（1657年）黄鈊、丁澎為河南鄉试副主考官，因违犯试场规例，“违例更改举人原文作程文，且於中式举人硃卷内，用墨笔添改字句”，被革職，並在順治十七年判流徙靖安（今吉林洮安县）五年。